# Lac Hervé
Pour les articles homonymes, voir Hervé.
Le lac Hervé est un lac français de l'île principale de l'archipel des Kerguelen, dans les Terres australes et antarctiques françaises. Il est situé sur la péninsule Loranchet à 29 mètres d'altitude.